# 18A villamos (Budapest)
A budapesti 18A jelzésű villamos a Kanizsai utca és a Savoya Park között közlekedett a Bocskai úti metróaluljáró építésének idején. A viszonylatot megszűnésekor a Budapesti Közlekedési Zrt. üzemeltette.

## Története
Legelőször ezzel a jelzéssel 1944. november 1-jén indított viszonylatot a BSZKRT, reggeli céljáratként a Hungária körút és a Margit híd, budai hídfő között közlekedett a Damjanich utca – Rottenbiller utca – Erzsébet híd – Budai rakpart nyomvonalon. Ismeretlen időpontban, de még ebben az évben megszűnt, ugyanis 1944. december 25-én Budapest ostroma miatt leállt a fővárosi villamosközlekedés, a háború után nem indult újra.
2002-ben az M4-es metróvonal építéséhez kapcsolódó felszíni beruházásként megkezdődött a Móricz Zsigmond körtér, a Szent Gellért tér és az ezeket összekötő Bartók Béla úti szakasz átépítése is, emiatt június 22-étől a 18-as viszonylat a Moszkva tér és a Döbrentei tér között, míg a Móricz Zsigmond körtér és Albertfalva, kitérő között a 18A villamos közlekedett. Szeptember 23-ától a Bartók Béla úti villamospálya átadásával a 18-as villamos ismét teljes vonalon járt, emiatt a 18A megszűnt.
2006. augusztus 21-étől az M4-es metró építése miatt a 18-as és 118-as járatok déli végállomását a Kelenföld kocsiszínhez (Csóka utca) helyezték át. A kieső Fehérvári úti szakaszon 18A jelzéssel indult villamosjárat, ami Savoya Park és Albertfalva, kitérő, majd egy héttel később a Kanizsa utcai ideiglenes végállomás között közlekedett. 2007. július 14–22. között rövidített útvonalon, Albertfalva, kitérő végállomástól indult. 2007. július 23-án a Fehérvári úti villamospálya elkészültével visszaállt a korábbi forgalmi rend a vonalakon, ezért a 18A viszonylat megszűnt.

## Útvonala
2002-ben
| Albertfalva, kitérő felé                                            | Móricz Zsigmond körtér felé                                         |
| ------------------------------------------------------------------- | ------------------------------------------------------------------- |
| Móricz Zsigmond körtér vá. – Fehérvári út – Albertfalva, kitérő vá. | Albertfalva, kitérő vá. – Fehérvári út – Móricz Zsigmond körtér vá. |

2006–2007 között
| Savoya Park felé                                                | Kanizsai utca felé                                              |
| --------------------------------------------------------------- | --------------------------------------------------------------- |
| Kanizsai utca vá. – Fehérvári út – Feltáró út – Savoya Park vá. | Savoya Park vá. – Feltáró út – Fehérvári út – Kanizsai utca vá. |

## Megállóhelyei
| 18A (Móricz Zsigmond körtér ◄► Albertfalva, kitérő) | 18A (Móricz Zsigmond körtér ◄► Albertfalva, kitérő) | 18A (Móricz Zsigmond körtér ◄► Albertfalva, kitérő) | 18A (Móricz Zsigmond körtér ◄► Albertfalva, kitérő) | 18A (Móricz Zsigmond körtér ◄► Albertfalva, kitérő) | 18A (Móricz Zsigmond körtér ◄► Albertfalva, kitérő)                   | 18A (Móricz Zsigmond körtér ◄► Albertfalva, kitérő) | 18A (Móricz Zsigmond körtér ◄► Albertfalva, kitérő) |
| 18A (Kanizsai utca ◄► Savoya Park)                  | 18A (Kanizsai utca ◄► Savoya Park)                  | 18A (Kanizsai utca ◄► Savoya Park)                  | 18A (Kanizsai utca ◄► Savoya Park)                  | 18A (Kanizsai utca ◄► Savoya Park)                  | 18A (Kanizsai utca ◄► Savoya Park)                                    | 18A (Kanizsai utca ◄► Savoya Park)                  | 18A (Kanizsai utca ◄► Savoya Park)                  |
| Perc (↓)                                            | Perc (↓)                                            | Megállóhely                                         | Perc (↑)                                            | Perc (↑)                                            | Átszállási kapcsolatok                                                | Átszállási kapcsolatok                              |                                                     |
| Perc (↓)                                            | Perc (↓)                                            | Megállóhely                                         | Perc (↑)                                            | Perc (↑)                                            | 2002 szeptemberében, a megszűnésekor                                  | 2007 júliusában, a rövidülése előtt                 |                                                     |
| --------------------------------------------------- | --------------------------------------------------- | --------------------------------------------------- | --------------------------------------------------- | --------------------------------------------------- | --------------------------------------------------------------------- | --------------------------------------------------- | --------------------------------------------------- |
| 0                                                   |                                                     | Móricz Zsigmond körtér végállomás (2002)            | 9                                                   |                                                     | 6, 41, 47, 61 3, 3, 7, 7A, 7, 19V, 27, 40, 40, 40E, 47V, 53, 153, 173 | Nem érintette                                       |                                                     |
| 2                                                   | Október huszonharmadika utca                        | 8                                                   | 4, 41, 47 3, 3, 12, 53, 86                          |                                                     |                                                                       | Nem érintette                                       |                                                     |
|                                                     | 0                                                   | Kanizsai utca végállomás (2006–2007)                |                                                     | 15                                                  | Nem érintette                                                         | 41, 47                                              |                                                     |
| 3                                                   | 1                                                   | Fővárosi Művelődési Ház                             | 6                                                   | 14                                                  | 41, 47                                                                | 41, 47 18–47V, 41V                                  |                                                     |
| 4                                                   | 2                                                   | Bártfai utca (↓) Hauszmann Alajos utca (↑)          | 5                                                   | 13                                                  | 41, 47                                                                | 41, 47 18–47V, 41V                                  |                                                     |
| 6                                                   | 4                                                   | Etele út (↓) Hengermalom út (↑)                     | 3                                                   | 11                                                  | 41, 47 14, 103, 114                                                   | 41, 47 14, 18–47V, 41V, 103, 114                    |                                                     |
| 7                                                   | 5                                                   | Kalotaszeg utca                                     | 2                                                   | 10                                                  | 41, 47 14, 114                                                        | 41, 47 14, 114                                      |                                                     |
| 8                                                   | 6                                                   | Andor utca (↓) Galvani utca (↑)                     | 1                                                   | 9                                                   | 41, 47 14, 114                                                        | 41, 47 14, 114                                      |                                                     |
| 9                                                   | 7                                                   | Albertfalva, kitérő végállomás (2002)               | 0                                                   | 8                                                   | 41, 47 14, 114                                                        | 41, 47 14, 114                                      |                                                     |
|                                                     | 8                                                   | Albertfalva utca (↓) Építész utca (↑)               |                                                     | 6                                                   | Nem érintette                                                         | 41, 47 114, 213, 214                                |                                                     |
| 9                                                   | Fonyód utca (↓) Vegyész utca (↑)                    | 4                                                   | 41, 47 114, 213, 214                                |                                                     | Nem érintette                                                         |                                                     |                                                     |
| 11                                                  | Forgalmi utca                                       | 3                                                   | 41, 47 7, 14, 114 Budafok-Albertfalva               |                                                     | Nem érintette                                                         |                                                     |                                                     |
| 14                                                  | Savoya Park végállomás (2006–2007)                  | 0                                                   | 58                                                  |                                                     | Nem érintette                                                         |                                                     |                                                     |